# Арвидссон, Юхан
Юхан Арвидссон (швед. Johan Arvidsson; род. 25 февраля 2000, Кальмар) — шведский футболист, полузащитник клуба «Кальмар».

## Клубная карьера
Футболом начинал заниматься в клубе «Линдсдаль». Затем перешёл в «Кальмар», где выступал за различные юношеские команды. В 2019 году вместе с командой своего возраста выиграл юношеский кубок лиги и чемпионат, где был признан лучшим игроком. 3 февраля 2020 года подписал с клубом первый профессиональный контракт и был переведён в основную команду. В её составе 13 июля дебютировал в чемпионате Швеции в домашней игре с «Эльфсборгом». На 88-й минуте встречи он вышел на поле вместо Эдвина Кроны. Также в рамках сотрудничества между клубами выступал за «Оскарсхамн» в первом дивизионе Швеции. В рамках турнира принял участие в 14 матчах, в которых забил три мяча. Сезон 2021 года Арвидссон также начал выступлениями за фарм-клуб.

## Карьера в сборной
Выступал за юношеские сборные Швеции различных возрастов. В составе сборной до 19 лет дебютировал 3 октября 2017 года в товарищеском матче с Швейцарией. Арвидссон вышел в стартовом составе и после перерыва уступил место Микаэлю Кристенсену.

## Клубная статистика
| Выступление      | Выступление      | Выступление      | Лига | Лига | Кубки | Кубки | Конт. кубки | Конт. кубки | Итого | Итого |
| Клуб             | Лига             | Сезон            | Игры | Голы | Игры  | Голы  | Игры        | Голы        | Игры  | Голы  |
| ---------------- | ---------------- | ---------------- | ---- | ---- | ----- | ----- | ----------- | ----------- | ----- | ----- |
| Кальмар          | Аллсвенскан      | 2020             | 2    | 0    | 0     | 0     | 0           | 0           | 2     | 0     |
| Кальмар          | Аллсвенскан      | 2021             | 1    | 0    | 3     | 0     | 0           | 0           | 4     | 0     |
| Кальмар          | Итого            | Итого            | 3    | 0    | 3     | 0     | 0           | 0           | 6     | 0     |
| Оскарсхамн       | Дивизион 1       | 2020             | 14   | 3    | 0     | 0     | 0           | 0           | 14    | 3     |
| Оскарсхамн       | Дивизион 1       | 2021             | 24   | 1    | 0     | 0     | 0           | 0           | 24    | 1     |
| Оскарсхамн       | Итого            | Итого            | 38   | 4    | 0     | 0     | 0           | 0           | 38    | 4     |
| Всего за карьеру | Всего за карьеру | Всего за карьеру | 41   | 4    | 3     | 0     | 0           | 0           | 44    | 4     |